# Per Brahe der Ältere

Per Brahe der Ältere

Per Brahe der Ältere (* 1520; † 1590 auf Stora Sundby, Södermanland) war schwedischer Reichsdrost und Graf zu Visingsborg aus dem Adelsgeschlecht Brahe. Er war der Sohn von Joakim Brahe und Margaret Eriksdotter Wasa, der Schwester Gustav Wasas.

## Leben
Im Jahr seiner Geburt wurden sein Vater und sein Großvater mütterlicherseits beim Stockholmer Blutbad ermordet. Seine Mutter wurde mit ihren Kindern nach Dänemark verschleppt, kehrte 1524 zurück und verließ Schweden erneut, als sie ihren zweiten Mann, den Grafen von Hoya geheiratet hatte. Sie starb 1536 in Reval. Von ihr erbte er das Schloss Rydboholm, das ihr von ihrem Vater vererbt worden war. 1537 wurde Brahe von Gustav Wasa zurück nach Schweden gerufen und bereits zwei Jahre später war er Kammerrat und Statthalter im Stockholmer Schloss. 1540 erhielt Brahe das Kloster Gudhem als Lehen sowie später die Insel Norra Ljusterö. Er wurde Reichsrat und 1546 als Ritter betitelt. 1549 heiratete er auf Schloss Gripsholm Beata Gustavsdotter Stenbock.
1561, nach der Krönung Eriks XIV., wurde er in den Stand eines Grafen erhoben und erhielt ein Jahr später fast die gesamte Insel Visingsö als Grafschaft. Dort ließ er ein Schloss errichten, die oben genannte Visingsborg, welches heute nur noch als Ruine existiert. Brahe unterstützte Erik XIV. bei der Einschränkung der Macht der Herzöge und Fürsten in den sogenannten Artikeln von Arboga. Während der Herrschaft Eriks war er in dessen Diensten sowohl im Ausland als auch im Inland tätig. Weder seine Stellung als Graf, Ratssekretär, oberster Hofmeister noch seine Verwandtschaft (Cousin) mit dem König konnten ihn jedoch vor des Königs Rüffeln schützen. Sein Zuspätkommen zum Reichstag in Uppsala 1567 rettete ihm wohl das Leben, da König Erik XIV. während der sogenannten Sturemorde einen Teil des schwedischen Hochadels umbringen ließ. Nach den Sturemorden und während Eriks psychischen Störungen wurde Schweden von Sten Eriksson Leijonhufvud und Brahe geführt. Einem Aufstand der Herzöge 1568 schloss Brahe sich erst an, als die Erfolgsaussichten als sicher galten. Nach Eriks Absetzung erhielt er von dessen Bruder und Nachfolger Johann III. 1569 seine Grafschaft Visingsborg vergrößert und wurde im gleichen Jahr zum Reichsdrost ernannt. Zu Gustav Wasas jüngstem Sohn Herzog Karl hatte Brahe jedoch ein gespanntes Verhältnis, da er unter anderem in Erbstreitigkeiten mit ihm lag. Obwohl er dem Königshaus treu war, verloren er und die anderen Ratsherren ab 1588 zusehend die Gunst des Königs. Bevor er 1590 starb, verlor Brahe auch noch sein Amt als Reichsdrost.
In Bezug auf Religion und Glauben wurde Brahe von vielen Zeitgenossen als nicht standhaft angesehen. Der Jesuitenorden setzte große Erwartungen in ihn, da er aktiv am katholischen Leben teilnahm, doch offenbarte sein Testament, dass er überhaupt keine katholischen Tendenzen hatte.
Per Brahe der Ältere hatte vier Söhne, die alle hohe Ämter im schwedischen Staat ausübten. Er ist auch der Großvater von Per Brahe dem Jüngeren.